# Cuomo Prime Time
Cuomo Prime Time é um telejornal estadunidense exibido pela CNN, apresentado pela jornalista Chris Cuomo. Atualmente, é gravado nos estúdios da Time Warner no 30 Hudson Yards, em Nova York. Também são transmitidas algumas edições dos estúdios da CNN em Washington, DC.
Desde o dia 9 de novembro, a CNN Brasil, versão brasileira do canal americano, tem sua versão brasileira, apresentada pelo jornalista Márcio Gomes, intitulado CNN Prime Time.